# Давид ди Донателло 1978
23-я церемония вручения наград премии «Давид ди Донателло» состоялась 1 июля 1978 года в Пьяццале Микеланджело.

## Победители

### Лучший фильм
- Железный префект, режиссёр Паскуале Скуитьери (ex aequo)
- Именем папы-короля, режиссёр Луиджи Маньи (ex aequo)

### Лучшая режиссура
- Этторе Скола — Необычный день

### Лучший продюсер
- Франко Коммиттери — Именем папы-короля

### Лучшая женская роль
- Марианджела Мелато — Кот (ex aequo)
- Софи Лорен — Необычный день (ex aequo)

### Лучшая мужская роль
- Нино Манфреди — Именем папы-короля

### Лучшая музыка
- Армандо Тровайоли — Жена-любовница

### Лучший иностранный режиссёр
- Херберт Росс — До свиданья, дорогая (ex aequo)
- Ридли Скотт — Дуэлянты (ex aequo)

### Лучшая иностранная актриса
- Джейн Фонда — Джулия (ex aequo)
- Симона Синьоре — Вся жизнь впереди (ex aequo)

### Лучший иностранный актёр
- Ричард Дрейфусс — До свиданья, дорогая

### Лучший иностранный фильм
- Близкие контакты третьей степени, режиссёр Стивен Спилберг

### Давид Лучино Висконти
- Анджей Вайда

### David Europeo
- Фред Циннеман

### David Speciale
- Михаил Барышников
- Бруно Боццетто
- Мосфильм
- Нил Саймон
- Паоло Тавиани
- Витторио Тавиани